# Morpho aega
Morpho aega é uma borboleta neotropical da família Nymphalidae, subfamília Satyrinae e tribo Morphini, descrita em 1822 por Jakob Hübner e nativa do Brasil (Bahia, Espírito Santo, Rio de Janeiro, São Paulo, Mato Grosso, Paraná, Santa Catarina e Rio Grande do Sul), Paraguai e Argentina. Visto por cima, o padrão básico da espécie (macho) apresenta asas de coloração azul iridescente intenso e espelhado, com as pontas das asas anteriores de coloração enegrecida e apresentando uma mancha branca e arredondada próxima ao topo de cada asa anterior e outra de igual coloração no meio do contorno localizado na frente da mesma asa. No fim das asas posteriores existe uma marcação de coloração escurecida, formando uma cauda bem curta. Vista por baixo, apresenta asas de coloração castanho clara, com contornos pouco delineados e ocelos pouco aparentes de coloração alaranjada. O dimorfismo sexual é acentuado, com as fêmeas de dimensões similares, porém menos frequentes e com asas de coloração amarelada a azul (forma pseudocypris), com desenhos característicos. Lagartas de M. aega se alimentam de plantas de bambu do gênero Bambusa, Chusquea, Merostachys e Phyllostachys.

## Hábitos
Adrian Hoskins cita que a maioria das espécies de Morpho passa as manhãs patrulhando trilhas ao longo dos cursos de córregos e rios. Nas tardes quentes e ensolaradas, às vezes, podem ser encontradas absorvendo a umidade da areia, visitando seiva a correr de troncos ou alimentando-se de frutos em fermentação.

## Subespécies
M. aega possui duas subespécies:
- Morpho aega aega - Descrita por Hübner em 1822, de exemplar proveniente do Brasil.[10]
- Morpho aega amargosensis - Descrita por Otero & Soares em 1996, de exemplar proveniente do Brasil (Bahia).